# Chemin de Moulis
Pour les articles homonymes, voir Moulis.
Le chemin de Moulis (en occitan : camin de Molis) est une voie de Toulouse, chef-lieu de la région Occitanie, dans le Midi de la France.

## Situation et accès

### Description
Le chemin de Moulis est une voie publique. Il correspond à une partie de l'ancien chemin vicinal 23, qui allait de la route de Fronton (actuelle avenue de Fronton), à hauteur du centre d'Aucamville, à la route de Bessières, qui mène à Launaguet. Au XXe siècle, il est absorbé par la route départementale 64, qui se poursuit à l'ouest par l'avenue Salvador-Allende à Aucamville, pour rejoindre l'avenue des États-Unis, près de Lacourtensourt, à Toulouse, et à l'est par le boulevard Henri-Gaussen, le chemin de Boudou, le chemin de la Palanque, le chemin Virebent et la rue Edmond-Rostand jusqu'à la route d'Albi. En 2017, la gestion de la route départementale 64, qui se trouve entièrement sur le territoire de Toulouse Métropole, lui a été transférée comme route métropolitaine 64.
Le chemin de Moulis se trouve au nord du quartier de Lalande, dans le secteur 3 - Nord. Il naît dans le prolongement de la première partie du boulevard Henri-Gaussen, au niveau du croisement du chemin de Dortis qu'il reçoit du côté nord. La première partie du chemin de Moulis, relativement rectiligne et orientée au sud-ouest, rencontre après 517 mètres le chemin de Croix-Bénite. La deuxième partie du chemin de Moulis se prolonge à l'ouest, donnant naissance à la rue Hyacinthe-Sermet. Il se termine au carrefour de l'avenue de Fronton, à la limite d'Aucamville. Il est prolongé à l'ouest, sur le territoire de cette commune, par le chemin André-Salvy.
La chaussée compte une voie de circulation automobile dans chaque sens. Elle est définie, entre le boulevard Henri-Gaussen et le chemin de Croix-Bénite, comme une zone 30 et la vitesse y est limitée à 30 km/h. Il n'existe cependant pas de piste, ni de bande cyclable.

### Voies rencontrées
Le chemin de Moulis rencontre les voies suivantes, dans l'ordre des numéros croissants (« g » indique que la rue se situe à gauche, « d » à droite) :
1. Boulevard Henri-Gaussen
2. Chemin Dortis (d)
3. Rue Sébastienne-Marre (d)
4. Chemin de Croix-Bénite
5. Rue Hyacinthe-Sermet (g)
6. Avenue de Fronton

### Transports
Le chemin de Moulis n'est pas directement desservi par les transports en commun Tisséo. Il débouche cependant, à l'ouest, sur l'avenue de Fronton, parcourue par les lignes de Linéo L10 et de bus 2969. À l'est, la route de Launaguet est desservie par la ligne de bus 60, et le chemin de Boudou par la ligne de bus 26.
Il n'existe en revanche pas de stations de vélos en libre-service VélôToulouse à proximité du chemin de Moulis.

## Odonymie
Depuis 1934, le chemin tient son nom du domaine de Moulis, qu'il dessert (actuel no 56). Pour le géographe toulousain Jean Coppolani, il existait déjà au XVe siècle un lieu dit du Moulin (molin, « moulin » en occitan).

## Patrimoine et lieux d'intérêt

### Fermes
- no  38 : ferme maraîchère (deuxième moitié du XIXe siècle)[4].
- no  55 : ferme maraîchère (deuxième moitié du XIXe siècle)[5].
- no  64 : ferme maraîchère (fin du XIXe siècle)[6].
- no  76 : ferme (premier quart du XXe siècle)[7].
- no  81 : ferme (premier quart du XIXe siècle)[8].
- no  87-89 : ferme maraîchère (1933)[9].

### Maisons de plaisance
- no  56 : maison de plaisance (deuxième moitié du XIXe siècle)[10].
- no  94 : maison Darlès (premier quart du XIXe siècle)[11].